# Leo núi

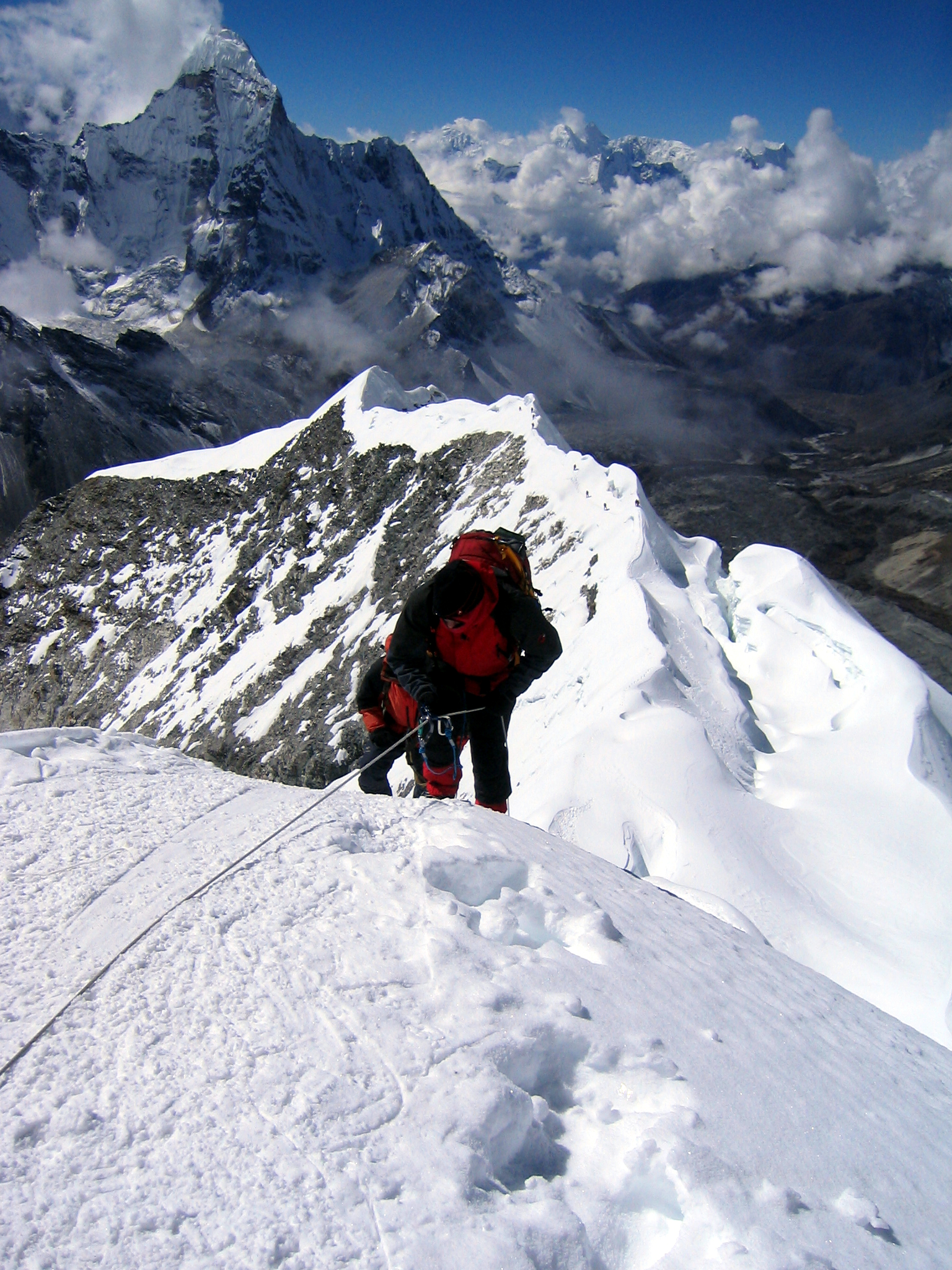

Leo núi là hoạt động và là môn thể thao mà người tham gia cố gắng đạt đến điểm cao nhất của một ngọn núi núi. Các kĩ thuật leo núi phụ thuộc rất lớn vào đại điểm, mùa trong năm và đoạn đường cụ thể mà người leo núi lựa chọn.